# 参議院議員団
参議院議員団（さんぎいんぎいんだん）は、政党の参議院における国会活動を審議決定し執行する、政党内に置かれる組織。
それぞれの政党所属の参議院議員によって構成される。

## 概要
ある程度以上の規模を持つ政党の場合、党首・党三役など執行部の主要な役員は通常衆議院議員が占めるため、参議院議員団は独自に政策部会や国会対策委員会を持つ。
その政治的影響力は長年、大きくないものとされてきた。ただ第一与党単独過半数割れの定着や度々発生するねじれ国会や政党内での衆参議員の拮抗から、政治的影響力を増している役職もある。
政党によって議員団及び役員の名称が多少異なるが、ここでは一括して扱う。

## 自由民主党

### 参議院議員総会
2025年7月30日現在
| 役職     | 会長     | 副会長   | 副会長   | 副会長   | 幹事長 | 政策審議会長 | 国会対策委員長 |
| -------- | -------- | -------- | -------- | -------- | ------ | ------------ | -------------- |
| 氏名     | 松山政司 | 山本順三 | 末松信介 | 松村祥史 | 空席   | 古川俊治     | 石井準一       |
| 所属派閥 | 無派閥   | 無派閥   | 無派閥   | 茂木派   |        | 無派閥       | 茂木派         |

自由民主党においては党則において参議院議員総会を置き、その執行機関として参議院議員総会長（参議院会長）、参議院幹事長、参議院政策審議会長、参議院国会対策委員長など必要な役員を置く旨の規定がある。参院会長は参議院議員の中から選挙で選ばれ、その他の役員は参議院議員会長によって指名され、総会の承認を受けて決定される。参議院会長は閣僚経験者が就任する慣例となっている（橋本聖子と関口昌一は例外）。これらの役員は参議院議員団内部の手続のみで選出されるため、自治組織の体を擁しているが、現実には派閥の領袖が事実上決定するようなことがままある。
内閣総理大臣になる可能性が政治慣例上では現実的にない参議院議員にとって、以下の階梯が出世コースとして慣例化していた。
1. 参議院枠の国務大臣ないしは内閣官房副長官[注 2]
2. 参議院幹事長
3. 参議院会長
4. 参議院議長

自民党においては、党総裁・党三役をはじめとする党役員および閣僚の大半はいずれも衆議院議員で占められるということもあり、重宗雄三を除いて参議院議員団の影響力はあまり大きくなかった。しかし、組閣においては、参議院議員団の入閣要望者リストを尊重するのが慣例で、これが政権と議員団（特に参議院幹部）との関係を良好にする上で必須とされた。派閥の影響力が低下した2000年代にあっても、その意思は尊重された。また自民党総務会における党所属の参議院議員の公選による者の選出は、実質的には参議院執行部が選出している。
参議院議員団への閣僚割り当て枠は、参議院枠と呼ばれた。一時は1名のみ（第1次小泉内閣での片山虎之助）だったこともあるが、概ね2名が割り当てられた。また1974年以降、参議院議員団では入閣は一度であり、離任したら再入閣はないという不文律があった。但し例外もままある（森山真弓、井上吉夫、若林正俊、中曽根弘文、林芳正、丸川珠代ら）。
しかし、小渕内閣の頃から、参議院において自民党が単独過半数割れしている状況で野党にパイプを持つ村上正邦参議院会長・青木幹雄参議院幹事長（青木は小渕第2次改造内閣から一時内閣官房長官を務めた）体制の下参議院幹部の発言力が強まり、小渕首相危篤に伴う後任の決定に村上と青木が五人組の一角として森喜朗の擁立に関与するまでになった。結果として参議院議員団では、大派閥を後ろ盾にした参議院会長を頂点とする強力なトップダウン体制が実現し、参議院会長は「天皇」と奉られた。
民主党政権下での野党時代の2010年に、無派閥・若手に支援される形で、派閥に属さない議員である中曽根弘文が参議院会長に選出され、参院幹部からいわゆる“ドン”が排除された。しかし、人事や政策審議会運営を見直した結果、議員団内の対立が深刻化し、ある程度の妥協を余儀なくされている。

### 自由民主党参議院議員会長
自由民主党参議院議員会長（じゆうみんしゅとう さんぎいんぎいんかいちょう）は、自由民主党の参議院議員総会に置かれる役職。参議院議員総会を招集し、議長として総会の運営にあたる。

#### 歴代会長
| 代 | 氏名       | 総裁                                   | 在任期間        | 所属派閥        | 総裁派閥                             |
| -- | ---------- | -------------------------------------- | --------------- | --------------- | ------------------------------------ |
| 1  | 松野鶴平   | 鳩山一郎                               | 1955年 - 1956年 | （松野系）      | （鳩山派）                           |
| 2  | 野村吉三郎 | 鳩山一郎、石橋湛山、岸信介             | 1956年 - 1957年 | （無派閥）      | （鳩山派）、石橋派、岸派             |
| 3  | 吉野信次   | 岸信介                                 | 1957年 - 1959年 | 岸派            | 岸派                                 |
| 4  | 重宗雄三   | 岸信介、池田勇人                       | 1959年 - 1962年 | 佐藤派          | 岸派、池田派                         |
| 5  | 林屋亀次郎 | 池田勇人、佐藤栄作                     | 1962年 - 1965年 | 石井派          | 池田派、佐藤派                       |
| 6  | 青木一男   | 佐藤栄作                               | 1965年 - 1966年 | 石井派          | 佐藤派                               |
| 7  | 林屋亀次郎 | 佐藤栄作                               | 1966年 - 1968年 | 石井派          | 佐藤派                               |
| 8  | 平井太郎   | 佐藤栄作、田中角栄                     | 1968年 - 1973年 | 藤山派→福田派   | 佐藤派、田中派                       |
| 9  | 郡祐一     | 田中角栄                               | 1973年 - 1974年 | 田中派          | 田中派                               |
| 10 | 安井謙     | 田中角栄、三木武夫、福田赳夫           | 1974年 - 1977年 | 福田派          | 田中派、三木派、福田派               |
| 11 | 徳永正利   | 福田赳夫、大平正芳                     | 1977年 - 1980年 | 田中派          | 福田派、大平派                       |
| 12 | 町村金五   | 鈴木善幸、中曽根康弘                   | 1980年 - 1983年 | 福田派          | 鈴木派、中曽根派                     |
| 13 | 藤田正明   | 中曽根康弘                             | 1983年 - 1986年 | 鈴木派          | 中曽根派                             |
| 14 | 土屋義彦   | 中曽根康弘、竹下登                     | 1986年 - 1988年 | 福田派→安倍派   | 中曽根派、竹下派                     |
| 15 | 山内一郎   | 竹下登、宇野宗佑                       | 1988年 - 1989年 | 宮沢派          | 竹下派、中曽根派                     |
| 16 | 長田裕二   | 海部俊樹                               | 1989年 - 1991年 | 竹下派          | 河本派                               |
| 17 | 原文兵衛   | 海部俊樹、宮沢喜一                     | 1991年 - 1992年 | 三塚派          | 河本派、宮沢派                       |
| 18 | 斎藤十朗   | 宮沢喜一、河野洋平                     | 1992年 - 1995年 | 小渕派          | 宮沢派                               |
| 19 | 遠藤要     | 河野洋平、橋本龍太郎                   | 1995年 - 1996年 | 小渕派          | 宮沢派、小渕派                       |
| 20 | 坂野重信   | 橋本龍太郎                             | 1996年 - 1997年 | 小渕派          | 小渕派                               |
| 21 | 井上吉夫   | 橋本龍太郎                             | 1997年 - 1998年 | 小渕派          | 小渕派                               |
| 22 | 井上裕     | 小渕恵三                               | 1998年 - 1999年 | 旧三塚派        | 小渕派                               |
| 23 | 村上正邦   | 小渕恵三、森喜朗                       | 1999年 - 2001年 | 江藤・亀井派    | 小渕派、森派                         |
| 24 | 竹山裕     | 森喜朗、小泉純一郎                     | 2001年 - 2004年 | 橋本派          | 森派                                 |
| 25 | 青木幹雄   | 小泉純一郎、安倍晋三                   | 2004年 - 2007年 | 旧橋本派→津島派 | 森派、町村派                         |
| 26 | 尾辻秀久   | 安倍晋三、福田康夫、麻生太郎、谷垣禎一 | 2007年 - 2010年 | 津島派          | 町村派、麻生派、古賀派               |
| 27 | 中曽根弘文 | 谷垣禎一、安倍晋三                     | 2010年 - 2013年 | 伊吹派          | 古賀派、町村派                       |
| 28 | 溝手顕正   | 安倍晋三                               | 2013年 - 2016年 | 岸田派          | 町村派                               |
| 29 | 橋本聖子   | 安倍晋三                               | 2016年 - 2019年 | 細田派          | 細田派                               |
| 30 | 関口昌一   | 安倍晋三、菅義偉、岸田文雄、石破茂     | 2019年 - 2024年 | 竹下派→茂木派   | 細田派、無派閥、岸田派、石破グループ |
| 31 | 武見敬三   | 石破茂                                 | 2024年 - 2025年 | 麻生派          | 石破グループ                         |
| 32 | 松山政司   | 石破茂                                 | 2025年 -        | 無派閥          | 石破グループ                         |

## 公明党

### 参議院議員団
2024年11月11日現在
| 役職 | 会長     | 副会長   | 幹事長   | 国会対策委員長 | 政策審議会長 |
| ---- | -------- | -------- | -------- | -------------- | ------------ |
| 氏名 | 谷合正明 | （空席） | 石川博崇 | 里見隆治       | 秋野公造     |

公明党には党規約において衆参に議員団を置き、参議院議員団に会長や参議院幹事長、参議院政策審議会長、参議院国会対策委員長などの役員を置く旨の規定がある。
なお、旧公明党（新進党結党の為分党する以前の公明党）時代は参議院議員団総会団長（参議院議員団長）と呼んでいた。

### 歴代の参議院議員団長・会長
| 参議院議員総会団長（公明党） | 参議院議員総会団長（公明党） | 参議院議員総会団長（公明党） | 参議院議員会長（公明） | 参議院議員会長（公明） | 参議院議員会長（公明） | 参議院議員会長（公明党） | 参議院議員会長（公明党） | 参議院議員会長（公明党） |
| 代                           | 氏名                         | 在任時の党委員長             | 代                     | 氏名                   | 在任時の党代表         | 代                       | 氏名                     | 在任時の党代表           |
| ---------------------------- | ---------------------------- | ---------------------------- | ---------------------- | ---------------------- | ---------------------- | ------------------------ | ------------------------ | ------------------------ |
| 1                            | 辻武寿                       | 原島宏治                     | 1                      | 大久保直彦             | 藤井富雄               | 1                        | 鶴岡洋                   | 神崎武法                 |
| 1                            | 辻武寿                       | 辻武寿（兼任）               | 1                      | 大久保直彦             | 浜四津敏子             | 2                        | 草川昭三                 | 神崎武法                 |
| 2                            | 渋谷邦彦                     | 辻武寿                       | 2                      | 鶴岡洋                 | 浜四津敏子             | 2                        | 草川昭三                 | 太田昭宏                 |
| 3                            | 二宮文造                     | 竹入義勝                     |                        |                        |                        | 3                        | 白浜一良                 | 太田昭宏                 |
| 4                            | 多田省吾                     | 竹入義勝                     | 山口那津男             |                        |                        | 3                        | 白浜一良                 |                          |
| 5                            | 鈴木一弘                     | 竹入義勝                     | 4                      | 魚住裕一郎             | 山口那津男             |                          |                          |                          |
| 6                            | 三木忠雄                     | 矢野絢也                     | 5                      | 西田実仁               | 山口那津男             |                          |                          |                          |
| 7                            | 黒柳明                       | 石田幸四郎                   | 6                      | 谷合正明               | 石井啓一 斉藤鉄夫      |                          |                          |                          |
| 8                            | 大久保直彦                   | 石田幸四郎                   |                        |                        |                        |                          |                          |                          |
| 9                            | 鶴岡洋                       | 石田幸四郎                   |                        |                        |                        |                          |                          |                          |

## 立憲民主党
2020年結成の立憲民主党について述べる。2017年結成の立憲民主党については、以下の立憲民主党(2017)についての説明を参照。

### 参議院議員団
2024年10月9日現在
| 役職 | 会長     | 会長代行 | 幹事長     | 国会対策委員長 | 政審会長 |
| ---- | -------- | -------- | ---------- | -------------- | -------- |
| 氏名 | 水岡俊一 | （空席） | 田名部匡代 | 斎藤嘉隆       | 徳永エリ |

### 立憲民主党参議院議員会長
| 代 | 氏名     | 就任日        | 退任日 | 在任時の党代表             |
| -- | -------- | ------------- | ------ | -------------------------- |
| 1  | 水岡俊一 | 2020年10月2日 | 現職   | 枝野幸男、泉健太、野田佳彦 |

## 日本維新の会

### 参議院議員団
| 役職 | 会長   | 会長代行 | 幹事長   | 政策審議会長 | 国会対策委員長 |
| ---- | ------ | -------- | -------- | ------------ | -------------- |
| 氏名 | 浅田均 | （空席） | 猪瀬直樹 | 片山大介     | 高木佳保里     |

日本維新の会の国会議員団には、役員として参議院議員会長、参議院幹事長などが置かれる。

### 日本維新の会参議院議員会長
| 代 | 氏名       | 在任時の党代表               |
| -- | ---------- | ---------------------------- |
| 1  | 片山虎之助 | 松井一郎                     |
| 2  | 浅田均     | 松井一郎、馬場伸幸、吉村洋文 |

## 国民民主党
2020年結成の国民民主党について述べる。2018年結成の国民民主党やその前身の民主党・民進党については、以下の国民民主党(2018)についての説明を参照。

### 参議院議員団
2024年10月1日現在
| 役職 | 会長     | 幹事長   | 国会対策委員長 |
| ---- | -------- | -------- | -------------- |
| 氏名 | 舟山康江 | 川合孝典 | 伊藤孝恵       |

### 国民民主党参議院議員会長
| 代 | 氏名     | 国民民主党代表 | 在任期間                 |
| -- | -------- | -------------- | ------------------------ |
| 1  | 小林正夫 | 玉木雄一郎     | 2020年9月 - 2022年8月3日 |
| 2  | 舟山康江 | 玉木雄一郎     | 2022年8月3日 - 現職      |

## 日本共産党

### 参議院議員団
2020年2月6日現在
| 役職 | 団長   | 幹事長   | 国会対策委員長 |
| ---- | ------ | -------- | -------------- |
| 氏名 | 紙智子 | 井上哲士 | 井上哲士       |

日本共産党には党規約に基づき、国会議員団が置かれている。役員として参議院議員団団長、参議院幹事長などが置かれる。

### 日本共産党参議院議員団長
| 代 | 氏名       | 在任時の党委員長 |
| -- | ---------- | ---------------- |
| 1  | 岩間正男   | 野坂参三         |
| 1  | 岩間正男   | 宮本顕治         |
| 2  | 上田耕一郎 | 宮本顕治         |
| 2  | 上田耕一郎 | 不破哲三         |
| 3  | 橋本敦     | 不破哲三         |
| 3  | 橋本敦     | 村上弘           |
| 3  | 橋本敦     | 不破哲三         |
| 4  | 立木洋     | 不破哲三         |
| 5  | 吉岡吉典   | 不破哲三         |
| 5  | 吉岡吉典   | 志位和夫         |
| 6  | 吉川春子   | 志位和夫         |
| 7  | 小池晃     | 志位和夫         |
| 8  | 市田忠義   | 志位和夫         |
| 9  | 山下芳生   | 志位和夫         |
| 10 | 紙智子     | 志位和夫         |
| 10 | 紙智子     | 田村智子         |

## れいわ新選組

### 参議院議員団
| 役職 | 会長     | 国会対策委員長 |
| ---- | -------- | -------------- |
| 氏名 | 舩後靖彦 | 大島九州男     |

## 社会民主党

### 参議院議員団
| 役職 | 会長     | 幹事長 | 政策審議会長 | 国会対策委員長 |
| ---- | -------- | ------ | ------------ | -------------- |
| 氏名 | 福島瑞穂 | -      | -            | -              |

社会民主党にはに衆参それぞれの議員団に関する規定がある。参議院議員団総会の会長として参議院議員会長が置かれている。
1970年代後半から野党第一党から参議院副議長を選出する慣行ができたため、旧社会党時代の参議院議員会長は参議院副議長の登竜門的性格を帯びた。参議院議員会長は、参議院幹事長、参議院政策審議会長、参議院国会対策委員長を歴任した者が就任した。
しかし現在は小政党であるために参議院議員団の存在感や位置づけは曖昧になっている。

### 社会党・社民党参議院議員会長
| 参議院議員団総会長（日本社会党） | 参議院議員団総会長（日本社会党） | 参議院議員団総会長（日本社会党） | 参議院議員団総会長（日本社会党） | 参議院議員団総会長（社会民主党） | 参議院議員団総会長（社会民主党） | 参議院議員団総会長（社会民主党） |
| 代                               | 氏名                             | 所属グループ                     | 在任時の党委員長                 | 代                               | 氏名                             | 在任時の党首                     |
| -------------------------------- | -------------------------------- | -------------------------------- | -------------------------------- | -------------------------------- | -------------------------------- | -------------------------------- |
| 1                                | 金子洋文                         |                                  | 鈴木茂三郎                       | 1                                | 久保亘                           | 村山富市                         |
| 2                                | 岡田宗司                         |                                  | 鈴木茂三郎                       | 2                                | 日下部禧代子                     | 土井たか子                       |
| 2                                | 岡田宗司                         | 浅沼稲次郎                       | 3                                | 村沢牧                           | 土井たか子                       |                                  |
| 3                                | 千葉信                           |                                  | 河上丈太郎                       | 4                                | 梶原敬義                         | 土井たか子                       |
| 4                                | 羽生三七                         |                                  | 河上丈太郎                       | 5                                | 山本正和                         | 土井たか子                       |
| 4                                | 羽生三七                         | 佐々木更三                       | 6                                | 大渕絹子                         | 土井たか子                       |                                  |
| 5                                | 椿繁夫                           |                                  | 佐々木更三                       | 7                                | 渕上貞雄                         | 福島瑞穂                         |
| 5                                | 椿繁夫                           | 勝間田清一                       | 8                                | 又市征治                         | 福島瑞穂                         |                                  |
| 6                                | 加瀬完                           |                                  | 成田知巳                         | 9                                | 福島瑞穂                         | 吉田忠智                         |
| 7                                | 藤田進                           |                                  | 成田知巳                         | 9                                | 福島瑞穂                         | 又市征治                         |
| 8                                | 小柳勇                           |                                  | 成田知巳                         |                                  |                                  |                                  |
| 9                                | 秋山長造                         |                                  | 成田知巳                         |                                  |                                  |                                  |
| 10                               | 阿具根登                         |                                  | 飛鳥田一雄                       |                                  |                                  |                                  |
| 11                               | 藤田進                           |                                  | 飛鳥田一雄                       |                                  |                                  |                                  |
| 12                               | 瀬谷英行                         |                                  | 石橋政嗣                         |                                  |                                  |                                  |
| 13                               | 小野明                           |                                  | 土井たか子                       |                                  |                                  |                                  |
| 14                               | 赤桐操                           |                                  | 土井たか子                       |                                  |                                  |                                  |
| 15                               | 対馬孝且                         |                                  | 田邊誠                           |                                  |                                  |                                  |
| 16                               | 八百板正                         |                                  | 田邊誠                           |                                  |                                  |                                  |
| 17                               | 矢田部理                         |                                  | 田邊誠                           |                                  |                                  |                                  |
| 17                               | 矢田部理                         | 山花貞夫                         |                                  |                                  |                                  |                                  |
| 18                               | 浜本万三                         | 右派                             | 村山富市                         |                                  |                                  |                                  |
| 19                               | 青木薪次                         | 左派                             | 村山富市                         |                                  |                                  |                                  |

## 過去の政党

### 国民民主党(2018)
ここでは、2018年結成の国民民主党だけではなく、法的に同一の組織である1998年結成の民主党、民進党についても記載する。

#### 参議院議員団
- 会長
- 幹事長
- 政審会長
- 国会対策委員長

国民民主党には、党規約第19条に、『参議院議員会長、参議院幹事長、参議院国会対策委員長、その他必要な参議院役員を置く。』（国民民主党規約第20条第1項より引用）ことが定められていた。
以下、民主党時代の話から進める。
民主党参議院議員団は労働組合や市民団体の出身者が多いため、民主党結党以来、党内でも左派（旧社会党系）の人物が要職を占めることが多く、労働組合の強い影響を受け易い傾向にあるとされた。民主党出身の参議院副議長は参議院議員会長経験者が就くのが慣例であったが、角田義一の不祥事による副議長辞任における後任には、慣例に反して今泉昭（当時参院幹事長）が選出された。2017年10月に衆院側が希望の党合流・立憲民主党結党と割れて以降、総評系労組出身者は立憲に移籍しており、国民民主党結成以降はその限りではない。
2007年の第21回参議院議員通常選挙で民主党が第1党になり、参議院議員会長の江田五月が民主党初の参議院議長に選出された。ねじれ国会の中、小沢一郎（当時代表）に近い後任の参議院議員会長輿石東が菅直人とともに代表代行に就任するなど参議院議員団の影響力が格段に高まった。
2011年8月に「参院のドン」とよばれた輿石が会長職を兼務のまま民主党幹事長に就任した。参議院議員が党幹事長に就任するのは、民主党では初めてのことで自由民主党でも前例がない。このことは西岡武夫死去後の参議院議長人事にも影響し、今泉の副議長選出の場合と同様、参院幹事長の平田健二が選出された。
自民党政権時代と同様、民主党政権にあっても、党参議院議員には3 - 4名程度の閣僚ポストが配分された。鳩山由紀夫内閣では、旧自民党系（北澤俊美）、旧社会党系（千葉景子）、旧民社党系（直嶋正行）が入閣しており、出身勢力や年功に配慮した人事とみられた。

#### 民主党参議院議員会長
| 代 | 氏名     | 所属グループ | 在任時の党代表                                     |
| -- | -------- | ------------ | -------------------------------------------------- |
| 1  | 菅野久光 | 横路グループ | 菅直人                                             |
| 2  | 本岡昭次 | 横路グループ | 菅直人、鳩山由紀夫                                 |
| 3  | 久保亘   | 横路グループ | 鳩山由紀夫                                         |
| 4  | 角田義一 | 横路グループ | 鳩山由紀夫、菅直人                                 |
| 5  | 藁科満治 | 横路グループ | 菅直人、岡田克也                                   |
| 6  | 江田五月 | 菅グループ   | 岡田克也、前原誠司、小沢一郎                       |
| 7  | 輿石東   | 横路グループ | 小沢一郎、鳩山由紀夫、菅直人、野田佳彦、海江田万里 |
| 8  | 郡司彰   | 横路グループ | 海江田万里、岡田克也                               |

#### 民進党参議院議員会長
| 代 | 氏名     | 所属グループ | 在任時の党代表                     |
| -- | -------- | ------------ | ---------------------------------- |
| 1  | 郡司彰   | 横路グループ | 岡田克也                           |
| 2  | 小川敏夫 | 菅グループ   | 岡田克也、蓮舫、前原誠司、大塚耕平 |

#### 国民民主党参議院議員会長
| 代 | 氏名     | 所属グループ | 在任時の党代表       |
| -- | -------- | ------------ | -------------------- |
| 1  | 大塚耕平 |              | 大塚耕平、玉木雄一郎 |

### 立憲民主党(2017)

#### 参議院議員団
- 会長
- 会長代行
- 幹事長
- 国会対策委員長

2017年結成の立憲民主党には党規約に基づき、参議院議員団を置いていた。

#### 歴代の立憲民主党参議院議員会長
| 代 | 氏名     | 在任時の党代表 |
| -- | -------- | -------------- |
| 1  | 福山哲郎 | 枝野幸男       |
| 2  | 長浜博行 | 枝野幸男       |